# Druga Slovenska Nogometna Liga 2011/12
Die Druga Slovenska Nogometna Liga 2011/12 war die 21. Spielzeit der zweithöchsten slowenischen Spielklasse im Männerfußball. Sie begann am 6. August 2011 und endete am 19. Mai 2012.

## Modus
Die 10 Mannschaften spielten jeweils dreimal gegeneinander. Der Erste stieg in die ersten Liga auf, der Zweite konnte über die Relegation aufsteigen. Der Letzte stieg ab.

## Vereine
| Verein               | Stadt             |
| -------------------- | ----------------- |
| NK Šampion Celje     | Celje             |
| NK Bela krajina      | Črnomelj          |
| NK Roltek Dob        | Dob               |
| NK Aluminij          | Kidričevo         |
| NK Posavje Krško     | Krško             |
| Interblock Ljubljana | Ljubljana         |
| NK Kalcer Radomlje   | Radomlje          |
| NK Garmin Šenčur     | Šenčur            |
| NK Šmartno           | Šmartno ob Paki   |
| ND Dravinja Kostroj  | Slovenske Konjice |

## Abschlusstabelle
| Pl. | Verein                 | Sp. | S  | U  | N  | Tore    | Diff. | Punkte |
| --- | ---------------------- | --- | -- | -- | -- | ------- | ----- | ------ |
| 1.  | NK Aluminij            | 27  | 21 | 5  | 1  | 054:120 | +42   | 68     |
| 2.  | NK Roltek Dob          | 27  | 13 | 9  | 5  | 042:330 | +9    | 48     |
| 3.  | NK Garmin Šenčur       | 27  | 12 | 7  | 8  | 046:350 | +11   | 43     |
| 4.  | Interblock Ljubljana   | 27  | 10 | 8  | 9  | 033:300 | +3    | 38     |
| 5.  | NK Kalcer Radomlje (N) | 27  | 10 | 2  | 15 | 036:420 | −6    | 32     |
| 6.  | NK Krško               | 27  | 7  | 10 | 10 | 024:270 | −3    | 31     |
| 7.  | NK Šampion Celje (N)   | 27  | 7  | 7  | 13 | 038:400 | −2    | 28     |
| 8.  | ND Dravinja Kostroj    | 27  | 8  | 4  | 15 | 025:490 | −24   | 28     |
| 9.  | NK Bela krajina        | 27  | 6  | 10 | 11 | 031:400 | −9    | 28     |
| 10. | NK Šmartno             | 27  | 7  | 6  | 14 | 033:540 | −21   | 27     |

Platzierungskriterien: 1. Punkte – 2. Direkter Vergleich (Punkte, Tordifferenz, geschossene Tore) – 3. Tordifferenz – 4. geschossene Tore

| (N) – Neuaufsteiger aus der Tretja Nogometna Liga |

## Relegation
An der Relegation nahmen der Neuntplatzierte der ersten Liga sowie der Zweitplatzierte aus der zweiten Liga teil. Es wurde ein Hin- und Rückspiel ausgetragen. Der Relegationssieger NK Roltek Dob wäre dementsprechend in die erste Liga aufgestiegen, während der NK Triglav Gorenjska Kranj abgestiegen wäre. Da dem Dorfklub aus Dob bei Domžale der Aufstieg aus finanziellen Gründen verwehrt blieb, durfte Triglav weiterhin in der slowenischen Erstklassigkeit verbleiben.
| Datum        |                            | Ergebnis  |                            |
| ------------ | -------------------------- | --------- | -------------------------- |
| 2. Juni 2012 | NK Triglav Gorenjska Kranj | 0:2 (0:2) | NK Roltek Dob              |
| 6. Juni 2012 | NK Roltek Dob              | 4:0 (3:0) | NK Triglav Gorenjska Kranj |
| Gesamt:      | NK Triglav Gorenjska Kranj | 0:6       | NK Roltek Dob              |